# Келті Даґґен
Келті Даґґен (англ. Keltie Duggan, 7 вересня 1970) — канадська плавчиня.
Призерка Олімпійських Ігор 1988 року.
Переможниця Пантихоокеанського чемпіонату з плавання 1989 року.
Переможниця Панамериканських ігор 1987 року.